# جنيد محمد جنيد
جنيد محمد الجنيد (ولد في 1955) شاعر يمني. عمل مدرسا في عدن. كتابه الشعري الأول بعنوان إكليل للمرأة القيتبانية. ترجمت قصيدته الهوية للهيئة النبوية إلى اللغة الإنجليزية وأدرجت ضمن مختارات الأدب العربي الحديث 1988.